# Krzyż Pamiątkowy Mobilizacji 1912–1913
Krzyż Pamiątkowy Mobilizacji 1912–1913 (niem. Erinnerungskreuz an den Mobilisierung 1912–1913) – odznaczenie ustanowione 9 lipca 1913 przez władcę Austro-Węgier Franciszka Józefa.

## Charakterystyka
Krzyż był odznaczeniem jednostopniowym i mógł zostać przyznany wszystkim wojskowym, którzy w latach 1912–1913 przez co najmniej cztery tygodnie pełnili służbę w oddziałach sił zbrojnych Monarchii Austro-Węgierskiej objętych mobilizacją, wprowadzoną w związku z wojną na Bałkanach.
Krzyż wykonany był najczęściej z pozłacanego brązu, rozpiętość ramion to 35 × 35 mm. Ramiona są wklęsłe po obwodzie, na awersie otoczone na obrzeżach ramką. Na awersie w centralnym medalionie o średnicy 15 mm umieszczono daty 1912 i 1913 jedna pod drugą, otoczone podwójnym pierścieniem. Rewers gładki. Spotyka się wersje, w których daty są wypukłe jak również i wklęsłe (w tym przypadku dostrzegalne są różnice pomiędzy poszczególnymi egzemplarzami). Różnice pomiędzy poszczególnymi egzemplarzami wynikają z faktu istnienia wielu producentów tychże odznaczeń. 
Nagrodę noszono na żółtej trójkątnej wstążce z czterema czarnymi bocznymi paskami na lewej klatce piersiowej.